# Il mondo perduto del Kalahari
Il mondo perduto del Kalahari (The Lost World of the Kalahari) è un libro scritto dallo scrittore londinese Laurens van der Post nel 1958: è considerato un classico in ambito antropologico.
Da bambino, l'autore aveva fatto un voto, promettendo di trovare gli ultimi esseri umani primordiali rimasti in Africa, i boscimani, reputati vivere ancora all'età della pietra. Nel 1956 quindi fece una spedizione nel deserto Kalahari, in Africa, svolta al fine di conoscere il popolo San, traendone un programma per la BBC, The Lost World of Kalahari, da cui poi nacque il libro, in cui racconta la propria testimonianza del viaggio.
La continuazione del suo viaggio tra i boscimani è raccontata nel successivo libro Il cuore del cacciatore (The Heart of the Hunter), 1961, trad. Francesco Francis, disegni di Maurice Wilson, Milano: Adelphi, 2019.

## Edizioni

### Inglesi (in lingua originale)
- (EN) Laurens van der Post, The lost world of the Kalahari, Hogarth Press, 1958,  p. 252, ISBN 9780701202422.
- (EN) Laurens van der Post, The lost world of the Kalahari, Penguin Books, 1962,  p. 252, ISBN 9780099428756.
- (EN) Laurens van der Post, The lost world of the Kalahari - The great and the little memory: a new epilogue., Chatto & Windus, 1988,  p. 252, ISBN 9780701132958.
- (EN) Laurens van der Post, The lost world of the Kalahari, London, Vintage, 2002,  p. 253, ISBN 9780099428756.
- (EN) Laurens van der Post, The lost world of the Kalahari, London, Vintage, 2004,  p. 261, ISBN 9780099428756.
- (EN) Laurens van der Post, The lost world of the Kalahari, London, Vintage, 2010,  p. 224, ISBN 9781407073125.

### Italiane
- (IT) Laurens van der Post, Il mondo perduto del Kalahari, traduzione di Bruno Oddera, Milano, Bompiani, 1960,  p. 270.

### Francesi
- (FR) Laurens van der Post, Le monde perdu du Kalahari, traduzione di Denise Meunier, Paris, Albin Michel, 1962,  p. 295.
- (FR) Laurens van der Post, Le monde perdu du Kalahari, traduzione di Denise Meunier, Paris, JC Lattès, 1993,  p. 297.
- (FR) Laurens van der Post, Le monde perdu du Kalahari, traduzione di Denise Meunier, Paris, Payot & Rivages, 1996,  p. 297, ISBN 9782228890205.
- (FR) Laurens van der Post, Le monde perdu du Kalahari, traduzione di Denise Meunier, Paris, Payot & Rivages, 2002,  p. 308, ISBN 9782228896825.
- (FR) Laurens van der Post, Le monde perdu du Kalahari, traduzione di Denise Meunier, Paris, Payot & Rivages, 2003,  p. 308, ISBN 9782228896825.

### Tedesche
- (DE) Laurens van der Post, Die verlorene Welt der Kalahari, traduzione di Leonharda Gescher, Zürich, Diogenes, 2006,  p. 339, ISBN 9783257228045.

### Olandesi
- (NL) Laurens van der Post, Kalahari, een verloren wereld, Amsterdam, Contact, 1960,  p. 247.

### Spagnole
- (ES) Laurens van der Post, El mundo perdido del Kalahari, Barcelona, Ediciones Destino, 1960,  p. 304.
- (ES) Laurens van der Post, El mundo perdido del Kalahari en busca de los bosquimanos, Barcelona, Ediciones Península, 2007,  p. 299, ISBN 9788483075661.

### Svedesi
- (SV) Laurens van der Post, Kalahari: en förlorad värld., Stoccolma, Norstedt, 1959,  p. 247.[3]